# Sergei Kramarenko
Sergei Kramarenko   (Gandja, 27 de maig de 1946 - Moscou, 25 de març de 2008) fou un futbolista azerbaidjanès de la dècada de 1970.
Pel que fa a clubs, defensà els colors de Neftchi Baku PFC, FC Chornomorets Odessa i FK Khazar Lenkoran.